# Fomocain
Fomocain ist ein Morpholin-Derivat das, als Lokalanästhetikum aus der gleichnamigen Klasse der Fomocaine, bis 2003 als Oberflächenanästhetikum eingesetzt wurde.

## Geschichte
Der deutsche Pharmazeut Herbert Oelschläger suchte in den 1950er Jahren nach stabilen und hochwirksamen Lokalanästhetika mit geringer Toxizität und fand in der Base Morpholin einen brauchbaren Baustein. 1967 wurde Fomocain unter dem Handelsnamen Erbocain® in die Therapie eingeführt. 1979 erfolgte die Aufnahme des Hydrochlorids in den Deutschen Arzneimittel-Codex, 1991 die der Base.
Fomocain wurde in Salben und Gelen in der Dermatologie und in Suppositorien zur Behandlung des hämorrhoidalen Symptomkomplexes eingesetzt. Seit 2003 sind allerdings keine Präparate mehr im Handel.

## Pharmakologie
Fomocain wirkt an spannungsabhängigen Natrium-Kanälen in den Zellmembranen der Nervenzelle sowohl durch Blockade als auch durch Einlagerung in die Membran (unspezifische Membranexpansion). Auch eine Blockade von Calcium-Kanälen ist möglich, bei denen Fomocain eine ähnliche Affinität wie z. B. Flecainid aufweist.
Die systemische Toxizität ist im Vergleich zu anderen Lokalanästhetika wie Tetracain und Lidocain gering. Eine Ursache dafür ist die hohe Plasmaeiweißbindung.

## Pharmakokinetik

### Proteinbindung
Fomocain wird zu 95 % an Plasmaproteine gebunden, davon der größte Teil an Serumalbumin. Die Affinität hierfür wird über die beiden aromatischen Ringe und die Alkylengruppe vermittelt.

### Biotransformation
Fomocain wird nahezu vollständig metabolisiert, weniger als 5 % wird unverändert ausgeschieden. Die wichtigsten Metaboliten sind 4-OH-Fomocain, Fomocain-N-oxid und 4-OH-Fomocain-N-oxid, insgesamt sind 13 bekannt. Dabei wirkt das Derivat 2-Hydroxy-Fomocain im Cornea-Test noch deutlich lokalanästhetisch.